# Kosin (rejon wołkowyski)
Kosin (biał. Косіна, ros. Косино) – wieś na Białorusi, w rejonie wołkowyskim obwodu grodzieńskiego, około 7 km na zachód od Wołkowyska.

## Historia
Pierwsza znana dziś wzmianka o Kosinie pochodzi z 1579 roku. Był wtedy własnością Chodkiewiczów. W 1690 roku należał do Michała Kołłątaja. Od co najmniej 1796 roku dobra te należały do rodziny Jelskich, w tymże roku – do Adama Jelskiego. W 1890 roku majątek należał do jego wnuka, Eustachego Jelskiego, a najprawdopodobniej po jego śmierci w 1896 roku dziedziczką Kosina została jego siostra Henryka Urszula Jelska (1858–1927), żona Adama Eustachego Jelskiego (1838–1915). Po 1920 roku Kosin został częściowo rozparcelowany. 
Po III rozbiorze Polski w 1795 roku Kosin, wcześniej należący do powiatu wołkowyskiego województwa nowogródzkiego Rzeczypospolitej, znalazł się na terenie powiatu wołkowyskiego (ujezdu), wchodzącego w skład kolejno guberni: słonimskiej, litewskiej i grodzieńskiej Imperium Rosyjskiego. Po ustabilizowaniu się granicy polsko-radzieckiej w 1921 roku wieś wróciła do Polski, weszła w skład gminy Szydłowicze powiatu słonimskiego województwa nowogródzkiego, od 1945 roku – była w ZSRR, od 1991 roku – na terenie Republiki Białorusi.
W latach 1884–1894 we wsi mieszkał i pracował polski etnograf Michał Federowski. W 1914 roku we wsi mieszkało 99 osób.

## Dawny dwór
Prawdopodobnie na początku XIX wieku Jelscy wznieśli tu klasycystyczny dwór, znany z jednego rysunku, z 1890 roku. Był to niewielki, parterowy na skrzydłach i piętrowy w części środkowej, do której od strony podjazdu przylegał duży portyk o czterech ustawionych w półkole kolumnach, zwieńczony attyką z uskokami.
Dwór został najprawdopodobniej rozebrany w dwudziestoleciu międzywojennym, niektóre zabudowania gospodarcze istnieją do dziś.
Majątek w Kosinie jest opisany w 2. tomie Dziejów rezydencji na dawnych kresach Rzeczypospolitej Romana Aftanazego.